# دماغه نئوپوکویف
دماغه نئوپوکویف (انگلیسی: Cape Neupokoyev) یک دماغه در سرزمین کراسنویارسک کشور روسیه است.